# Gustav Fehn
Gustav Fehn (Neurenberg, 21 februari 1892 - Ljubljana, 5 juni 1945) was een Duitse officier en General der Panzertruppe tijdens de Tweede Wereldoorlog. Hij werd samen met General der Infanterie Werner von Erdmannsdorff, Generalleutnant Friedrich Stephan en de voormalige Feldkommandant van Sarajevo Heinz Kattner door Joegoslavische partizanen geëxecuteerd.

## Leven
Op 21 februari 1892 werd Fehn geboren in Neurenberg. Gustav Fehn trad op 24 juli 1911 als Fahnenjunker in dienst van het Deutsches Heer en werd in het 4. Magdeburgisches Infanterie-Regiment Nr. 67 geplaatst. In deze eenheid werd Fehn op 27 januari 1913 bevorderd tot Leutnant. Het Patent  (bevorderingsakte) werd vastgesteld op 29 januari 1911.

### Eerste Wereldoorlog
Tijdens het uitbreken van de Eerste Wereldoorlog, werd Fehn als Zugführer  (pelotonscommandant) geplaatst in het Reserve-Infanterie-Regiment Nr. 67. Hij werd bij deze eenheid op 18 april 1916 bevorderd tot Oberleutnant.
Fehn was inmiddels onderscheiden met beide klassen van het IJzeren Kruis 1914.
Van 12 augustus 1914 tot 28 oktober 1914 was hij geplaatst bij het Reserve-Infanterie-Regiment Metz. Hierna werd Fehn als adjudant van het 1e bataljon ingezet in het Infanterie-Regiment Nr. 98. Op 28 juli 1916 werd hij benoemd tot compagniecommandant van het Infanterie-Regiment Nr. 98. Hij bekleedde deze functie tot 7 januari 1917.
Fehn kreeg vanaf 7 januari 1917 tijdelijk het leiderschap over het 2e bataljon van het Infanterie-Regiment Nr. 98, en had vanaf 16 januari 1917 het leiderschap over het 3e bataljon. Dit tijdelijke commando bekleedde hij tot 5 maart 1917. Begin maart 1917 werd Fehn ingezet als regimentsadjudant van het Infanterie-Regiment Nr. 98.
In december 1917 werd hij kortdurend ingezet in de staf van de 207. Infanterie-Division  (207e Infanteriedivisie), voordat hij aansluitend werd overgeplaatst naar het Reserve-Infanterie-Regiment Nr. 98, en daarna plaatste men hem in de staf van de 89. Reserve-Infanterie-Brigade. Op 21 december 1917 werd Fehn benoemd tot adjudant van de brigade.

### Interbellum
Na het einde van de Eerste Wereldoorlog en de demobilisatie van de eenheid, trad hij in april 1919 toe tot de Freikorps Deutsche Schutzdivision. Fehn werd opgenomen in de Reichsheer. Bij de opbouw van het 100.000 man sterke Heer, werd hij geplaatst in het Reichswehr-Schützen-Regiment 8. Van 1 januari 1921 tot 1 oktober 1921 was hij geplaatst in het 12. Infanterie-Regiment  (12e Infanterieregiment), waarna Fehn als eskadronofficier overgeplaatst werd naar het 12. (Sächsisches) Reiter-Regiment. Tijdens zijn plaatsing bij dit onderdeel, werd hij voor een Führergehilfenausbildung bij de staf van de 4. Division  (4e Divisie) geplaatst. Op 1 oktober 1922 werd Fehn weer teruggeplaatst bij het 12. Infanterie-Regiment.
Op 1 januari 1923 werd hij bevorderd tot Hauptmann. Na zijn bevordering werd Fehn op 1 oktober 1923 overgeplaatst naar de 13. (Minenwerfer) Kompanie van 4. (Preuß.) Infanterie-Regiment. Hij werd op 1 oktober 1924 opnieuw overgeplaatst naar het 12. Infanterie-Regiment  (12e Infanterieregiment), en werd in de regimentsstaf geplaatst.
Op 1 mei 1927 werd Fehn in het regiment tot chef benoemd van de 15. Kompanie  (15e compagnie), vanaf het voorjaar 1929 was hij chef van de 6. Kompanie. (6e compagnie) van het 12e Infanterieregiment. Vervolgens leidde hij deze compagnie tot zijn overplaatsing op 1 oktober 1932.
Van 1 oktober 1932 tot 1 januari 1935 werd hij overgeplaatst naar het 5. (Preußisches) Reiter-Regiment in Belgard, en tegelijk werd Fehn naar de infanterieschool in Dresden gecommandeerd. Op 1 april 1933 werd hij bevorderd tot Major. Van 1 januari 1935 tot 1 december 1935 werd hij als leraar ingezet aan de Kriegsschule (militaire school).
Op 1 december 1933 werd Fehn bevorderd tot Oberstleutnant, en tot commandant benoemd van het 1e bataljon van het Infanterie-Regiments 33  (33e Infanterieregiment). Op 12 oktober 1937 volgde zijn overplaatsing naar de regimentsstaf, en daar werd hij op 1 april 1938 bevorderd tot Oberst. Vanaf 1 april 1939 was Fehn commandant van het 33e Infanterieregiment.

### Tweede Wereldoorlog
Tijdens de Poolse Veldtocht voerde Fehn het 33e Infanterieregiment aan. Voor zijn leiderschap over het regiment, werd hij onderscheiden met beide klasse van het Herhalingsgesp bij IJzeren Kruis 1939. Hierna leidde Fehn het regiment tijdens de omvorming in het Schützen-Regiment 33, hij werd ook tot commandant benoemd van deze eenheid. Hij leidde het Schützen-Regiment 33 tijdens de slag om Frankrijk.
Na het overdragen van het commando over het Schützen-Regiment 33, werd Fehn op 1 augustus 1940 bevorderd tot Generalmajor.
Voor zijn prestaties tijdens de slag om Frankrijk, werd hij onderscheiden met het Ridderkruis van het IJzeren Kruis.
Op 25 november 1940 werd Fehn tot commandant benoemd van de 5. Panzer-Division  (5e Pantserdivisie). Dit commando vervulde hij tot 1 oktober 1942. Het grootverband werd in het voorjaar van 1941 ingezet tijdens de Balkanveldtocht. Er waren ook eenheden van zijn divisie betrokken bij de Landing op Kreta.
Daarna werd zijn divisie vanaf herfst 1941 ingezet aan het Oostfront. Toen stond de divisie onder het bevel van de Heeresgruppe Mitte.
Op 7 juli 1942 werd Fehn onderscheiden met het Duitse Kruis in goud, waarna hij werd bevorderd tot Generalleutnant.
Van 1 oktober 1942 tot 13 november 1942 was hij belast mit der Führung beauftragt (m. d. F. b.) (vrije vertaling: met het leiderschap belast) van het XXXX. Panzerkorps  (40e Pantserkorps), deze was ondergeschikt gesteld aan het 1. Panzerarmee  (1e Pantserleger). Op 1 november 1942 volgde zijn bevordering tot General der Panzertruppe.
Van 13 november 1942 tot 16 november 1942 werd Fehn geplaatst in het Führerreserve (OKH). Hierna werd hij vanaf 16 november 1942 benoemd tot Kommandierender General  (bevelvoerend-generaal) van het DAK. Voor een korte periode werd Fehn als Oberbefehlshaber  (opperbevelhebber) mit der stellvertretende Führung beauftragt (m.d.st.F.b.) (vrije vertaling: met het plaatsvervangend leiderschap belast) van het Pantserleger Afrika benoemd. Op 15 januari 1943 raakte Fehn zwaargewond, en werd naar een veldhospitaal gebracht. Hierna werd hij geplaatst in het Führerreserve (OKH).
Van 1 juli 1943 tot 20 augustus 1943 werd hij mit der stellvertretende Führung beauftragt (m.d.st.F.b.)'' (vrije vertaling: met het plaatsvervangend leiderschap belast) van het LXXXVI. Armeekorps (86e Legerkorps) belast. Na weer een verblijf in het Führerreserve (OKH) kwam Fehn op 10 oktober 1943 als Kommandierender General van het XXI. Gebirgs-Armeekorps (21e Bergkorps) op de Balkan. Dit korps maakte deel uit van het 2. Panzerarmee  (2e Pantserleger).
Op 20 juli 1944 nam Fehn als Kommandierender General het commando over van het XV. Gebirgs-Armeekorps (15e Bergkorps) in het 2e Pantserleger (Heeresgruppe F), en leidde deze eenheid tot het einde van de Tweede Wereldoorlog.

## Na de oorlog
Fehn raakte in Brits krijgsgevangenschap. Op 4 juni 1945 werd hij met andere voormalige hooggeplaatste officieren aan Joegoslavië uitgeleverd. Op 5 juni 1945 werd hij vervolgens samen met de General der Infanterie Werner von Erdmannsdorff, Generalleutnant Friedrich Stephan en de voormalige Feldkommandant van Sarajevo Heinz Kattner zonder proces doodgeschoten door Joegoslavische partizanen die aangewezen waren om hen te bewaken in Ljubljana.

## Militaire carrière
- General der Panzertruppe: 1 november 1942[1][18][19]
- Generalleutnant: 1 augustus 1942[1][16][18][19]
- Generalmajor: 1 augustus 1940[1][16][18][19]
- Oberst: 1 april 1938[1][18]
- Oberstleutnant: 1 december 1935[1][18]
- Majoor: 1 april 1933[1][18]
- Hauptmann: 1 januari 1923[1][18][20]
- Oberleutnant: 18 april 1916[1][18]
- Leutnant: 27 januari 1913[1] (Patent (bevorderingsakte) vanaf 29 januari 1911[18])
- Fähnrich: 22 mei 1912[1]
- Fahnenjunker: 24 juli 1911[1][18]

## Onderscheidingen
Selectie:
- Ridderkruis van het IJzeren Kruis op 5 augustus 1940 als Oberst en Commandant van het Schützen-Regiments 33, 4. Panzer-Division, Heer[1][16][17][18][19][21]
- Duitse Kruis in goud op 7 juli 1942 als Generalmajor  en Commandant van de 5. Panzer-Division[1][16][17][18][19][21]
- IJzeren Kruis 1914, 1e Klasse[18][22] (27 juli 1915[1][21]) en 2e Klasse[18][22] (30 september 1914[1][21])
- Herhalingsgesp bij IJzeren Kruis 1939, 1e Klasse[16][18][21] (12 oktober 1939[1]) en 2e Klasse[16][18][21] (20 september 1939[1])
- Erekruis voor Frontstrijders in de Wereldoorlog[1]
- Panzerkampfabzeichen[16] in zilver[1]
- Hanseatenkruis Hamburg[22] op 12 november 1918[1][21]
- Gewondeninsigne 1918 in zwart[22] in mei 1918[1][21]
- Gewondeninsigne 1939 in zwart[16]
- Friedrich August-Kruis, 1e Klasse[22] en 2e Klasse[22] op 25 april 1919[1][21]
- Grootofficier in de Sint-Alexanderorde met Zwaarden[1]
- Mouwband Afrika[16][21]